# Chris Medina

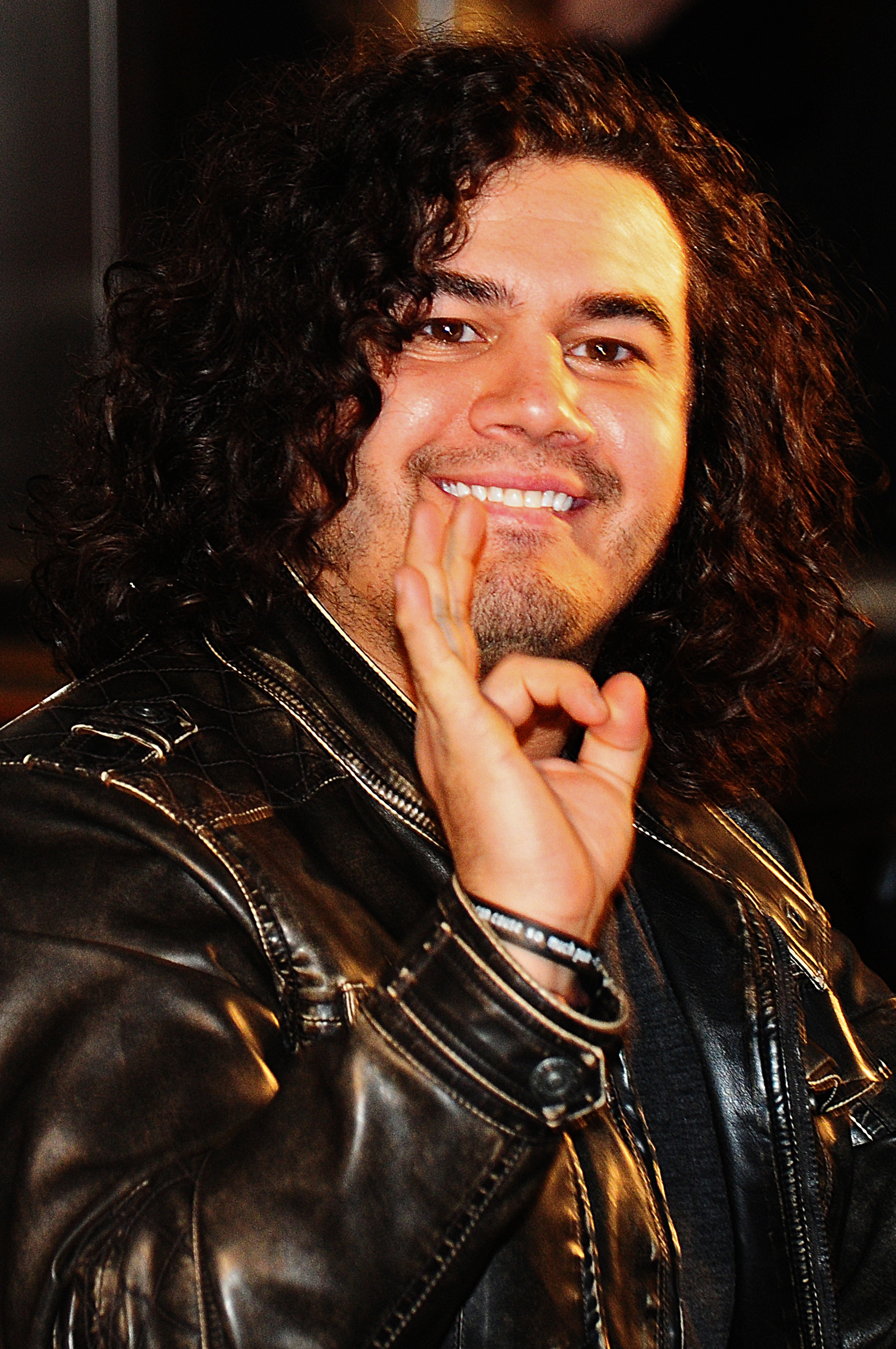
Chris Medina 2011 in Schweden
Foto:Daniel Åhs Karlsson

Chris Medina (* 30. November 1983 in Oak Forest, Illinois) ist ein US-amerikanischer Popsänger.

## Karriere
Medina nahm 2011 an der zehnten Ausgabe von American Idol teil. Ihm wurde zwar Potenzial bescheinigt, aber er scheiterte bereits in der Vorausscheidung. Wegen seiner bewegenden Lebensgeschichte – seine Verlobte hatte zwei Wochen vor der Hochzeit einen schweren Autounfall und ist seitdem ein Pflegefall – bekam er trotzdem sofort einen Plattenvertrag und Rodney Jerkins schrieb ihm mit What Are Words einen passenden Song zur Geschichte. Mit Platz 83 in den US-Charts hielt sich der Erfolg aber in Grenzen.
Dennoch fand das Lied auch nach Europa und in Skandinavien wurde die Ballade zu einem großen Hit. In Schweden hielt sich das Lied acht Wochen auf Platz 1 der Charts, in Norwegen waren es sogar elf Wochen an der Chartspitze. Dort war das Lied so populär, dass Chris Medina eingeladen wurde, bei einer Gedenkveranstaltung für die Opfer der Anschläge in Norwegen 2011 sowie bei einer privaten Trauerfeier zu singen.
Medinas nach dem Lied benanntes Debütalbum erreichte Ende 2011 in Norwegen und Schweden die Top 10 der jeweiligen Albumcharts. Außerhalb von Skandinavien konnte er aber in Europa keinen nennenswerten Erfolg erzielen.
2019 trat er beim norwegischen ESC-Vorentscheid Melodi Grand Prix mit seinem Lied We Try an. Er schaffte es nicht, sich für die Runde der vier besten Beiträge zu qualifizieren.

## Diskografie
Alben
- What Are Words (2011)

Lieder
- Good Night (2011)
- She Will Be Loved (2011)
- We Try (2019)